# 戈爾德特雷爾公園 (加利福尼亞州)
戈爾德特雷爾公園（英語：Gold Trail Park）是位於美國加利福尼亞州埃爾多拉多縣的一個非建制地區。該地的面積和人口皆未知。

## 地理
戈爾德特雷爾公園的座標為38°45′10″N 120°51′00″W / 38.75278°N 120.85000°W，而該地的平均海拔高度為527米（即1729英尺）。